# Polska korridoren

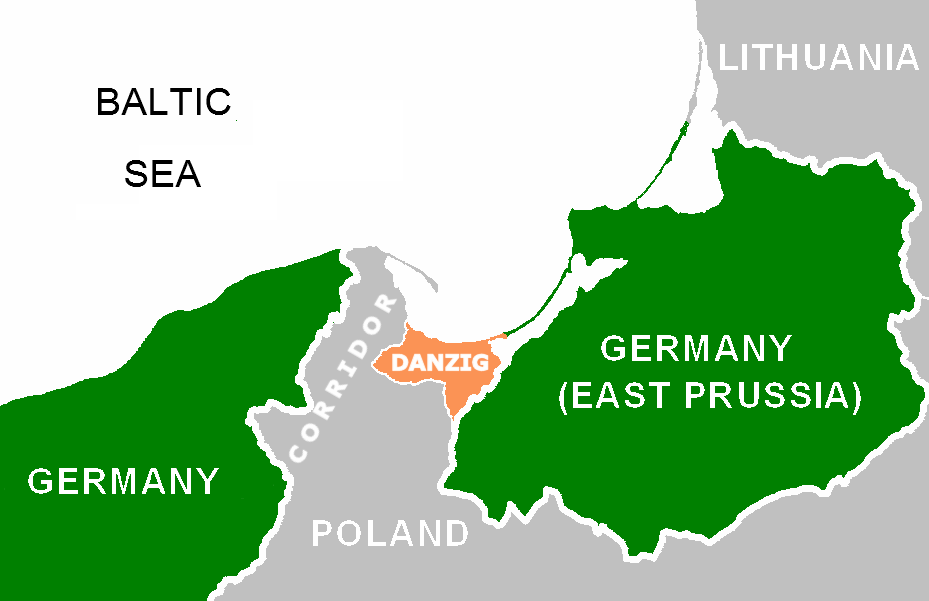
Polska korridoren var 1919–1939 Polens förbindelse till havet.

Polska korridoren kallades det smala polska landområde som under mellankrigstiden sträckte sig upp till Östersjön och avskilde Ostpreussen i öster från det övriga Tyska riket i väster. Detta område var Polens förbindelse till havet under perioden 1919–1939. Fria staden Danzig låg öster om Polska korridoren, angränsande till Ostpreussen.
Danzig var den enda (större) hamnen vid korridorens nordände eller vid Wisłas utlopp. Staden fungerade under mellankrigstiden som hamn för Polen, men polsk import/export fungerade mycket sämre efter det nazistiska maktövertagandet i Fria staden Danzig. Bland annat vägrade man lossa polska vapen. Därför byggde Polen en östersjöhamn i Gdynia, i den polska korridoren direkt väster om Danzig. Gdynia kom även att bli hemmahamnen för den polska örlogsflottan.
"Korridoren" var officiellt en av de utlösande orsakerna till andra världskriget; Tysklands krav på järnvägsförbindelse och en "exterritoriell motorväg" mellan Ostpreussen och de övriga delarna av det Tyska riket avslogs av Polen.